# Chňapálek rudomořský
Chňapálek rudomořský (Caesio suevica) je paprskoploutvá ryba z čeledi chňapalovití (Lutjanidae).
Druh byl popsán roku 1884 ichtyologem Carlem Benjamine Klunzingerem.

## Popis a výskyt
Maximální délka ryby je 35 cm.
Tělo světle až stříbřitě modré, břišní část světlejší. Černá skvrna na ocasní ploutvi ohraničená bílým pruhem.
Byla nalezena ve vodách Indického oceánu: Rudé moře až Arabské moře. Tvoří školky a obývá pobřežní oblasti, převážně korálové útesy. Živí se zooplanktonem a jedná se o vejcorodou rybu s pelagickými jikrami.